# Europapokal der Landesmeister 1975/76
Der Europapokal der Landesmeister 1975/76 war die 21. Auflage des Wettbewerbs. 32 Klubmannschaften nahmen teil, darunter 31 Landesmeister der vorangegangenen Saison und mit dem FC Bayern München der Titelverteidiger, der in der Bundesliga nur den 10. Platz belegt hatte. Als Endspielort wählte die UEFA den Hampden Park in Glasgow für den 12. Mai 1976 aus.

## Modus
Die Teilnehmer spielten im reinen Pokalmodus mit (bis auf das Finale) Hin- und Rückspielen um die Krone des europäischen Vereinsfußballs. Bei Torgleichstand zählte zunächst die größere Zahl der auswärts erzielten Tore; gab es auch hierbei einen Gleichstand, wurde das Rückspiel verlängert und ggf. sofort anschließend ein Elfmeterschießen zur Entscheidung ausgetragen.

## 1. Runde
Die Hinspiele fanden am 16./17. und 21. (Nikosia vs. Akranes) September, die Rückspiele am 28. September (Akranes vs. Nikosia) und 1. Oktober 1975 statt.
|                          | Gesamt          |                     | Hinspiel | Rückspiel |
| ------------------------ | --------------- | ------------------- | -------- | --------- |
| ZSKA Sofia               | 2:3             | Juventus Turin      | 2:1      | 0:2       |
| Újpesti Dózsa SC         | (a)5:5(a)       | FC Zürich           | 4:0      | 1:5       |
| Real Madrid              | 4:2             | Dinamo Bukarest     | 4:1      | 0:1       |
| Kjøbenhavns Boldklub     | 1:5             | AS Saint-Étienne    | 0:2      | 1:3       |
| Glasgow Rangers          | 5:2             | Bohemians Dublin    | 4:1      | 1:1       |
| Olympiakos Piräus        | 2:3             | Dynamo Kiew         | 12:2 1   | 0:1       |
| Slovan Bratislava        | 1:3             | Derby County        | 1:0      | 0:3       |
| Ruch Chorzów             | 7:2             | Kuopion PS          | 5:0      | 22:2 2    |
| Benfica Lissabon         | 7:1             | Fenerbahçe Istanbul | 7:0      | 30:1 3    |
| Linfield FC              | 01:10           | PSV Eindhoven       | 1:2      | 0:8       |
| Jeunesse Esch            | 1:8             | FC Bayern München   | 0:5      | 1:3       |
| RWD Molenbeek            | 4:2             | Viking Stavanger    | 3:2      | 1:0       |
| Borussia Mönchengladbach | 7:2             | SSW Innsbruck       | 1:1      | 6:1       |
| FC Floriana              | 0:8             | Hajduk Split        | 0:5      | 0:3       |
| Malmö FF                 | 3:3 (2:1 i. E.) | 1. FC Magdeburg     | 2:1      | 1:2 n. V. |
| Omonia Nikosia           | 2:5             | ÍA Akranes          | 2:1      | 0:4       |

## 2. Runde
Die Hinspiele fanden am 22. Oktober, die Rückspiele am 5. November 1975 statt.
|                          | Gesamt |                   | Hinspiel | Rückspiel |
| ------------------------ | ------ | ----------------- | -------- | --------- |
| Derby County             | 5:6    | Real Madrid       | 4:1      | 1:5 n. V. |
| Malmö FF                 | 1:2    | FC Bayern München | 1:0      | 0:2       |
| Hajduk Split             | 7:2    | RWD Molenbeek     | 4:0      | 3:2       |
| Dynamo Kiew              | 5:0    | ÍA Akranes        | 3:0      | 2:0       |
| Borussia Mönchengladbach | 4:2    | Juventus Turin    | 2:0      | 2:2       |
| AS Saint-Étienne         | 4:1    | Glasgow Rangers   | 2:0      | 2:1       |
| Benfica Lissabon         | 6:5    | Újpesti Dózsa SC  | 5:2      | 1:3       |
| Ruch Chorzów             | 1:7    | PSV Eindhoven     | 1:3      | 0:4       |

## Viertelfinale
Die Hinspiele fanden am 5. März, die Rückspiele am 17. März 1976 statt.
|                          | Gesamt    |                   | Hinspiel | Rückspiel |
| ------------------------ | --------- | ----------------- | -------- | --------- |
| Dynamo Kiew              | 2:3       | AS Saint-Étienne  | 12:0 1   | 0:3 n. V. |
| Borussia Mönchengladbach | (a)3:3(a) | Real Madrid       | 22:2 2   | 1:1       |
| Hajduk Split             | 2:3       | PSV Eindhoven     | 2:0      | 0:3 n. V. |
| Benfica Lissabon         | 1:5       | FC Bayern München | 0:0      | 1:5       |

## Halbfinale
Die Hinspiele fanden am 31. März, die Rückspiele am 14. April 1976 statt.
|                  | Gesamt |                   | Hinspiel | Rückspiel |
| ---------------- | ------ | ----------------- | -------- | --------- |
| Real Madrid      | 1:3    | FC Bayern München | 1:1      | 0:2       |
| AS Saint-Étienne | 1:0    | PSV Eindhoven     | 1:0      | 0:0       |

Beim Spiel Real Madrid – FC Bayern München in Madrid versetzte nach dem Schlusspfiff  ein offensichtlich enttäuschter fünfzehnjähriger Real-Fan zuerst Gerd Müller und dann Schiedsrichter Erich Linemayr einen Faustschlag (der Rowdy konnte daraufhin von Torwart Sepp Maier und von Uli Hoeneß gebändigt werden). In späteren Meldungen wurde das Alter des Störenfrieds, dessen Name mit Jaime del Pozo angegeben wurde, bezweifelt, da er verheiratet war. Er gab in einem Interview bekannt, dass er über die anschließend verhängte Strafe gegen Real bestürzt sei und er für den Klub ins Gefängnis gehen würde.

## Finale
| FC Bayern München                        | FC Bayern München | AS Saint-Étienne | AS Saint-Étienne |
| ---------------------------------------- | --- | --- | ---------------- |
| FC Bayern München                        | \| 12. Mai 1976 in Glasgow (Hampden Park) \| \| Ergebnis: 1:0 (0:0) \| \| Zuschauer: 54.864 \| \| Schiedsrichter: Károly Palotai ( Ungarn) \|                                                                        | \| 12. Mai 1976 in Glasgow (Hampden Park) \| \| Ergebnis: 1:0 (0:0) \| \| Zuschauer: 54.864 \| \| Schiedsrichter: Károly Palotai ( Ungarn) \| | AS Saint-Étienne |
| FC Bayern München                        | Sepp Maier – Johnny Hansen, Georg Schwarzenbeck, Franz Beckenbauer , Udo Horsmann – Bernd Dürnberger, Franz Roth, Hans-Josef Kapellmann – Karl-Heinz Rummenigge, Gerd Müller, Uli Hoeneß Cheftrainer: Dettmar Cramer | Ivan Ćurković – Gérard Janvion, Oswaldo Piazza, Christian Lopez, Pierre Repellini – Dominique Bathenay, Jean-Michel Larqué , Jacques Santini, Hervé Revelli, Patrick Revelli, Christian Sarramagna (82. Dominique Rocheteau) Cheftrainer: Robert Herbin | AS Saint-Étienne |
| FC Bayern München                        | 1:0 Franz Roth (57.) | | AS Saint-Étienne |
| 12. Mai 1976 in Glasgow (Hampden Park)   | | |                  |
| Ergebnis: 1:0 (0:0)                      | | |                  |
| Zuschauer: 54.864                        | | |                  |
| Schiedsrichter: Károly Palotai ( Ungarn) | | |                  |

## Beste Torschützen
| Rang | Spieler               | Klub                     | Tore |
| ---- | --------------------- | ------------------------ | ---- |
| 1    | Jupp Heynckes         | Borussia Mönchengladbach | 6    |
| 2    | Harry Lubse           | PSV Eindhoven            | 5    |
|      | Roberto Martinez      | Real Madrid              | 5    |
|      | Santillana            | Real Madrid              | 5    |
|      | Gerd Müller           | FC Bayern München        | 5    |
|      | Nené                  | Benfica Lissabon         | 5    |
|      | Slaviša Žungul        | Hajduk Split             | 5    |
| 8    | Charlie George        | Derby County             | 4    |
|      | Jean-Michel Larqué    | AS Saint-Étienne         | 4    |
|      | Ludwig Schuster       | FC Bayern München        | 4    |
|      | Allan Simonsen        | Borussia Mönchengladbach | 4    |
|      | Ivica Šurjak          | Hajduk Split             | 4    |
|      | Willy van der Kuijlen | PSV Eindhoven            | 4    |

## Eingesetzte Spieler FC Bayern München
| 1. | FC Bayern München |
|    | - Tor: Sepp Maier (9/-) - Abwehr: Franz Beckenbauer (9/-); Udo Horsmann (9/-); Georg Schwarzenbeck (8/-); Johnny Hansen (5/-); Bernd Förster (2/-); Josef Weiß (1/-) - Mittelfeld: Bernd Dürnberger (9/3); Hans-Josef Kapellmann (9/-); Franz Roth (8/1); Ludwig Schuster (3/4); Rainer Zobel (3/2); Edmund Kaczor (1/-) - Angriff: Karl-Heinz Rummenigge (9/3); Gerd Müller (6/5); Uli Hoeneß (5/-); Conny Torstensson (3/1); Klaus Wunder (3/-); Jürgen Marek (2/-) - Trainer: Dettmar Cramer |